# Одрі Рейд (легкоатлетка)
Одрі Рейд, після одруження — Джермен (англ. Audrey Reid-German; 25 березня 1952, Трелоні, Ямайка) — ямайська легкоатлетка.
Срібна призерка Панамериканських ігор 1971 року зі стрибків у висоту, бронзова призерка Панамериканських ігор 1967 року в естафеті 4×100 метрів.
Тричі, у 1968, 1972 та 1976 роках, брала участь в літніх Олімпійських іграх. 
Двічі, у 1969 та 1972 роках, визнавалась спортсменкою року на Ямайці.

## Виступи на Олімпіадах
| Олімпіада     | Дисципліна       | Місце       |
| ------------- | ---------------- | ----------- |
| Мехіко 1968   | стрибки у висоту | 15 (1.71 м) |
| Мюнхен 1972   | стрибки у висоту | 11 (1.82 м) |
| Монреаль 1976 | стрибки у висоту | 21 (1.78 м) |